# Bildungs- und Kulturzentrum Frankfurt

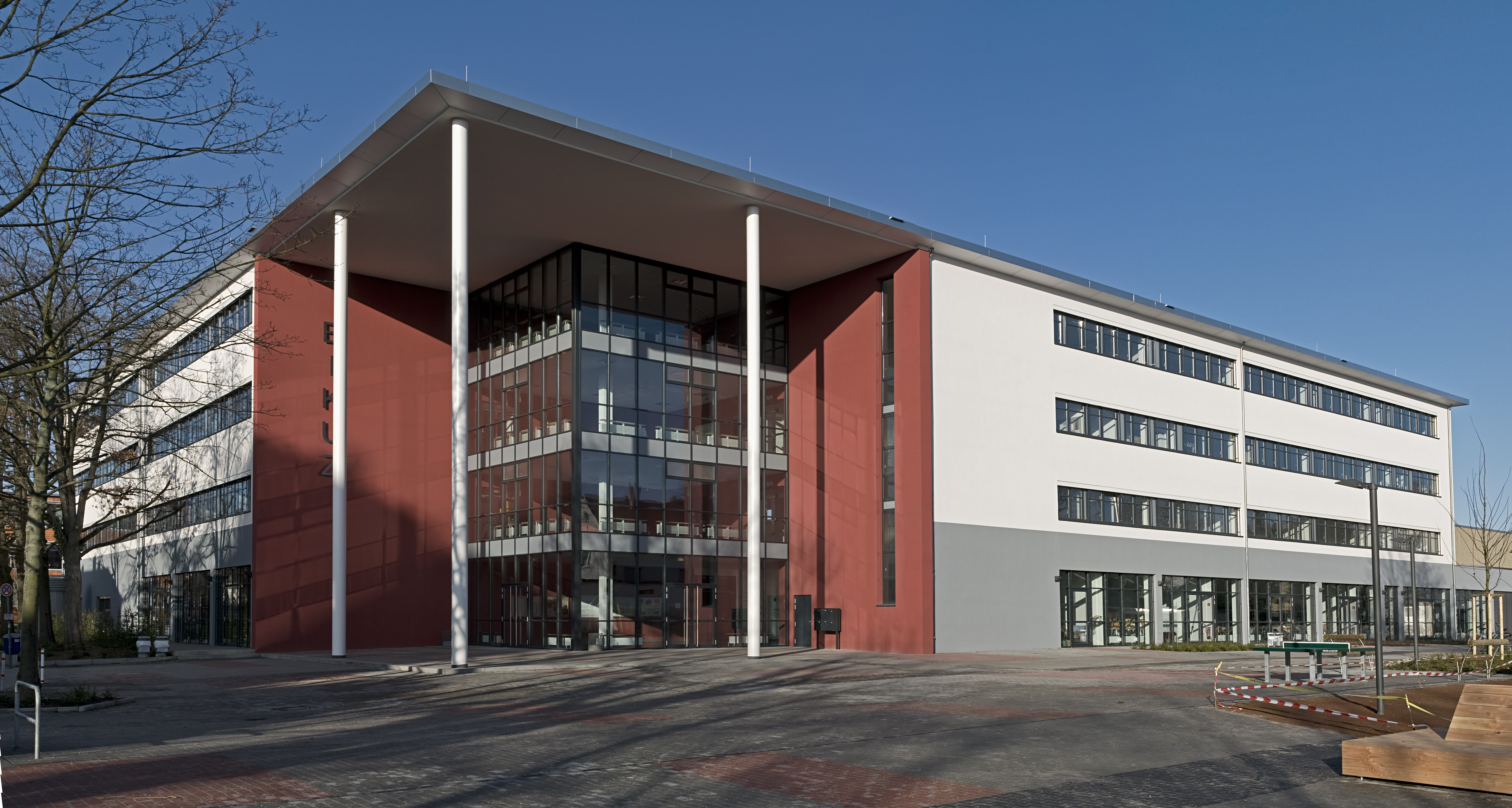
Haupteingang des Bikuz-Neubaus im Dezember 2009

Das Bildungs- und Kulturzentrum Frankfurt (kurz Bikuz) ist ein Gebäudekomplex im Frankfurter Stadtteil Höchst. Es ist seit 1975 Sitz zahlreicher Bildungs- und Kultureinrichtungen im Frankfurter Westen.

## Lage
Das Bildungs- und Kulturzentrum liegt an der Straßenkreuzung Gebeschusstraße/Michael-Stumpf-Straße im nordwestlichen Höchst an der Grenze zu Unterliederbach. Das Grundstück reicht im Osten fast bis an die Königsteiner Straße, im Süden wird es durch die Adelonstraße begrenzt.
Durch den südlich direkt anschließenden Bahnhof Frankfurt-Höchst ist das Zentrum gut mit dem öffentlichen Personennahverkehr verbunden. Nördlich befindet sich die Bushaltestelle „Höchst Bahnhof Nordseite“, die von den Stadtbuslinien 50 und 59 sowie durch den Regionalbus 253 angefahren wird.
Gegenüber, an der Nordseite der Gebeschusstraße, befindet sich die Leibnizschule, ein Gymnasium der Mittelstufe, und das 17. Frankfurter Polizeirevier. Westlich liegt das Zollamt Höchst. Die restliche Umgebung zeichnet sich durch eine gemischte Wohnbebauung mit einzelstehenden Häusern (östliche Adelonstraße), Blockrandbebauung (Gebeschusstraße) und Siedlungsbebauung (Michael-Stumpf-Straße, westliche Adelonstraße) aus.

## Nutzung
Hauptnutzer des Bildungs- und Kulturzentrums ist Frankfurts größtes Oberstufengymnasium, das Friedrich-Dessauer-Gymnasium. Häufig wird die Schule totum pro parte als Bikuz bezeichnet. Ein Grund dafür könnte sein, dass sie 1982, also erst sieben Jahre nach ihrer Eröffnung, den Namen des Physikers Friedrich Dessauer erhielt. Sie nimmt heute hauptsächlich das zweite und dritte Obergeschoss ein.
Die zweite Bildungseinrichtung im Gebäude ist die Volkshochschule Frankfurt am Main (VHS). Sie unterhält das VHS-Zentrum West mit Verwaltung und Unterrichtsräumen im ersten Obergeschoss. Ein Kundenzentrum befindet sich im Erdgeschoss.
Zur kulturellen Nutzung stellt die Saalbau GmbH im Erdgeschoss zwei Säle zur Verfügung. Auch das kommunale Kino Filmforum Höchst hat den Verwaltungssitz im Bikuz. Die Sporthallen stehen den Vereinen in der Umgebung zur Verfügung.
Schließlich befindet sich im Erdgeschoss das Bibliothekszentrum Höchst, eine Filiale der Stadtbücherei Frankfurt mit etwa 35.000 Medien, und die Schulbibliothek des Friedrich-Dessauer-Gymnasiums.

## Geschichte
Vorgängerbau des Bikuz war das Volksbildungsheim des Bund für Volksbildung Frankfurt am Main Höchst. Es entstand 1927 aus einem Umbau des ehemaligen Höchster Bürgersaals. Nachdem der Bund für Volksbildung den Unterhalt für das Gebäude nicht mehr zahlen konnte, gelangte es bald nach der Eröffnung in städtischen Besitz. Nach dem Zweiten Weltkrieg beschlagnahmte die United States Army das Volksbildungsheim. 1957 wurde es von der Saalbau GmbH übernommen. Nach einer letzten Sanierung im Jahre 1965 ließ die Stadt das Gebäude abreißen.
Am 1. April 1972 präsentierte der Frankfurter Schuldezernent Peter Rhein das Projekt eines „multifunktionalen Bildungshauses“ auf dem Gelände Volksbildungsheims. Das Gebäude sollte Modellcharakter haben, denn diese Form der Nutzung war in Deutschland zu jener Zeit einzigartig. Allerdings war das Vorhaben nicht unumstritten. Während Schüler die zu erwartende Lehrerknappheit bemängelten, galt das Gebäude mit seinen wuchtigen Ausmaßen als städtebauliche Fehlplanung. Ein SPD-Abgeordneter bezeichnete es als „Kulturgefängnis“.
Der erste Spatenstich erfolgte am 14. Oktober dieses Jahres, ein Jahr später wurde Richtfest für den ersten Bauabschnitt gefeiert, sodass bereits am 4. Februar 1975 das Oberstufengymnasium den Unterricht aufnehmen konnte. Mit 46,25 Millionen DM (inflationsbereinigt heute etwa 74 Millionen Euro) wurden die projektierten Baukosten von 43,6 Millionen DM leicht überschritten.
Schon bald überstiegen die Schülerzahlen am Oberstufengymnasium die Kapazität des für 900 Schüler ausgelegten Bikuz. Eine Hochrechnung ergab, dass die Schülerzahlen im Jahre 1986 ihren Höchststand von 1800 erreichen würden und dann wieder fielen. Als Maßnahme wurde der Bau eines Erweiterungsgebäudes veranlasst, dass bei sinkender Nutzung wieder demontiert werden kann. Nach einem Jahr Bauzeit entstand auf dem damaligen Sporthof der so genannte IPI-Bau, der in seiner Architektur anderen Schul-Nebengebäuden in Frankfurt aus dieser Zeit gleicht.
Am 20. Oktober 2003 erfolgte eine letzte Renovierung des Gebäudes. Dabei wurde hauptsächlich die Beton-Fassade erneuert und Aluminium-Fenster durch Holz-Aluminium-Fenster ersetzt. Zudem musste eine Asbest-Sanierung vorgenommen werden. Diese Arbeiten sollten nur der erste Schritt einer umfassenden Sanierung sein, in dessen Folge auch die Energiekosten gesenkt werden sollte (allein die Stromkosten betrugen im Jahr 2002 320.000 €).

## Architektur

### Das erste Gebäude(1975–2007)

#### Äußeres und Erschließung
Das Gebäude von 1975 entsprach in seiner kompakten Bauweise und den vorherrschenden rechtwinkligen Formen der Architektur der 1960er-Jahre. Bei der Grundsteinlegung wurde es spöttisch als „Kubiz“ bezeichnet. Es war als Stahlbeton-Skelettbau mit außenliegender Fassade konstruiert.
Der Baukörper gliederte sich in drei sich überschneidende Kuben. Mit der Längsseite zur Gebeschusstraße befand sich der Hauptgebäudeteil. Er war etwa 100 Meter lang und 50 Meter breit. Die Traufhöhe war zu den Längsseiten abfallend und war zur Gebeschusstraße zwei Stockwerke hoch. Die Dachflächen auf diesen niedrig gestaffelten Bereichen wurden als Terrassen genutzt. In der Gebäudemitte umfasste dieser Gebäudeteil inklusive Technikgeschoss fünf Stockwerke. Im Innern befanden sich Einrichtungen von zentraler Bedeutung.

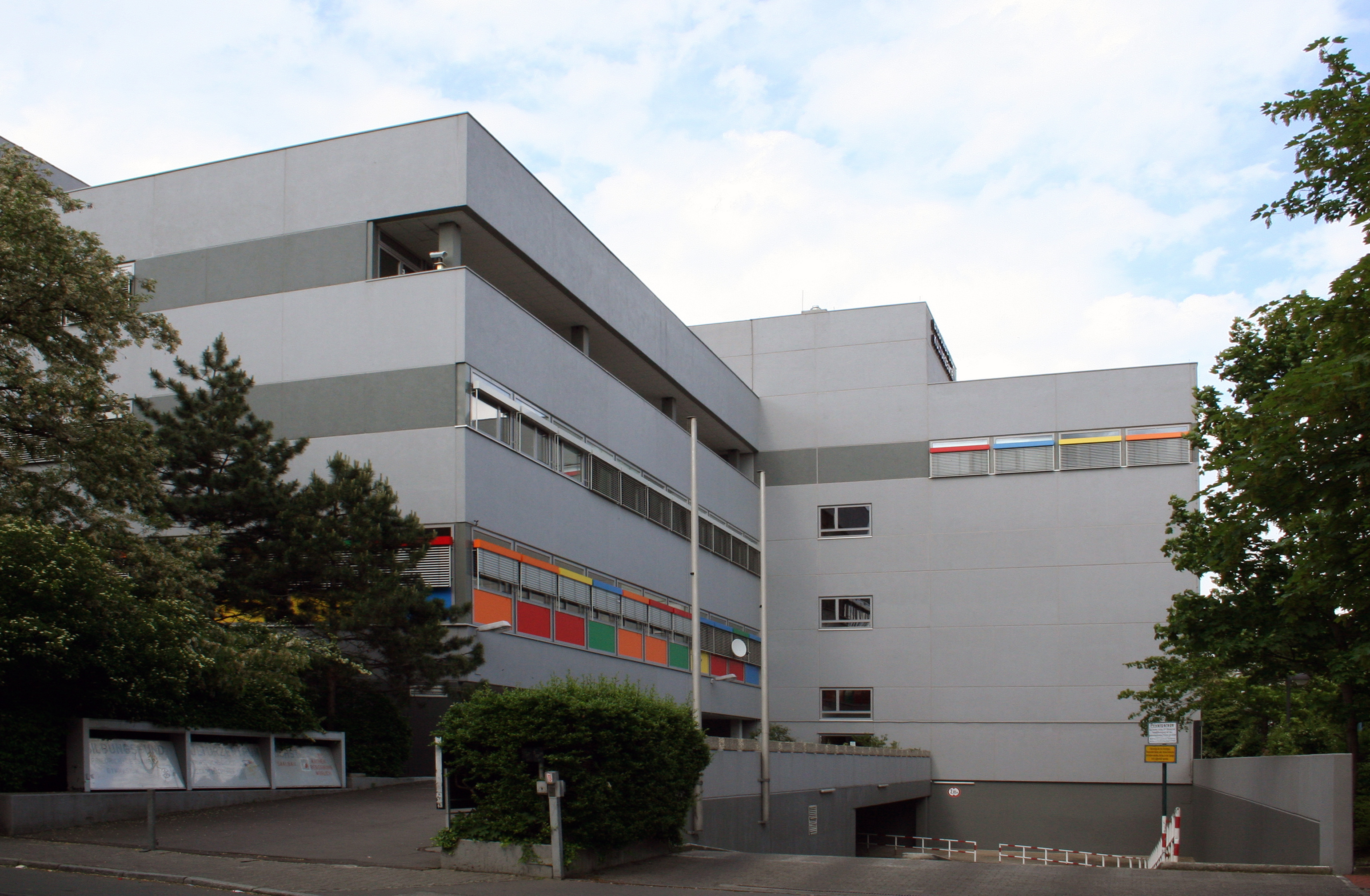
Blick auf den Südeingang (2006) nach der Sanierung

Auch die Eingänge lagen in diesem Teil des Gebäudes an den Schnittpunkten zu den anderen Gebäudeteilen. Der Haupteingang befand sich im nordöstlichen Bereich an der Gebeschusstraße. Hinter einer fünfstufigen Treppe öffnete sich zur Straße hin ein kleiner Vorhof, der bereits im Gebäudeinneren lag, aber durch eine Öffnung im Dach mit Licht versorgt wurde. Der Zugang aus Richtung Michael-Stumpf-Straße befand sich an der Südseite des Zentralkubus. Im Inneren befand sich ein kleines Foyer, das die Besucherströme in die einzelnen Gebäudeabschnitte aufteilte. Im Gegensatz zum Nordeingang war dieser barrierefrei. Die Erschließung zur Straße wurde durch einen länglichen, zum Gehweg abfallenden Vorplatz gewährleistet, der einerseits vom Gebäude, andererseits von einer Mauer zur Tiefgarageneinfahrt begrenzt war. Auf der Gebäudeseite befanden sich Arkaden. Der Vorplatz war mit Ruhebänken und Hochbeeten ausgestattet.
Östlich angeschlossen an diesen Kubus befindet sich ein flacherer Abschnitt, der die große Sporthalle beinhaltet. Dieser Teil wurde in den Neubau von 2009 integriert, existiert also auch heute noch in leicht veränderter Optik. Der dritte Gebäudeteil schnitt die Südfassade des Zentralkubus und lag dort etwa mittig. Er hatte eine fast quadratische Grundfläche mit etwa 50 × 50 Meter Seitenlänge und war inklusive Technikgeschoss fünf Stockwerke hoch. Er beinhaltete den Großteil der Unterrichtsräume des Friedrich-Dessauer-Gymnasiums.
Unter dem Gebäudekomplex befand sich eine Tiefgarage, die ihre Zufahrt zur Michael-Stumpf-Straße hatte. Die Parkplätze waren ausschließlich für Mitarbeiter bestimmt und durch ein Rollgitter abgetrennt, während die Fahrrad- und Motorroller-Stellplätze öffentlich waren.
Die vertikale Gebäudeerschließung wurde durch drei Treppenanlagen ermöglicht. Das größte Treppenhaus befand sich im Hauptkubus und war vom Foyer des Südeingangs erreichbar. In der Mitte der U-förmigen Treppe verlief ein Personenaufzug. Zwei weitere einfache Treppenhäuser befanden sich im quadratischen Unterrichtskubus, wovon das westliche einen eigenen Eingang zum Vorplatz an der Michael-Stumpf-Straße hatte. Entgegen der in Deutschland üblichen Konvention wurden die Stockwerke ab dem Erdgeschoss nummeriert.
Die Fassade des Bikuz war durch Fensterbänder streng horizontal gegliedert. Verstärkt wurde der Eindruck durch die Fortsetzung der Bänder mit einer unterschiedlichen Oberflächenfarbe. Bis zur Sanierung 2004 wurden drei verschiedene Oberflächen verwendet: unbehandelter Beton als Grundoberfläche, farbige Lackierung an den Fensterbändern, sowie Waschbeton an den Treppenhäusern, Technikgeschossen und Terrassenbegrenzungen. Zur Sanierung wurde die Waschbetonfassade geschliffen und in der neuen Grundfarbe hellgrau lackiert. Die Fortsetzungen der Fensterbänder waren in einem dunkleren Grau abgesetzt.

#### Innenaufbau
Im Gebäudeinneren setzte sich die Gliederung in drei Kuben fort. Der Unterrichtskubus war teilweise flexibel nutzbar. So war der fensterlose Mittelteil in einigen Etagen als Freifläche verfügbar und in anderen Etagen zu Räumen abgetrennt. Im Erdgeschoss befanden sich im Hauptkubus die bereits erwähnten Eingangsfoyers, die Cafeteria mit einem abgetrennten Speiseraum für Lehrer, kleiner und großer Saal, Verwaltung der VHS und drei kleinere Sporthallen. Der Unterrichtskubus beinhaltete neben der Hausverwaltung unter anderem die Fachräume und Sammlung der Kunst des Friedrich-Dessauer-Gymnasiums (FDG). Das erste Obergeschoss teilte sich in Bibliothekszentrum der Stadtbücherei im Hauptkubus sowie Schulbibliothek und allgemeine Unterrichtsräume im Unterrichtskubus auf. Im zweiten Obergeschoss befanden sich im Hauptkubus ein kleines und ein großes Lehrerzimmer und Räumlichkeiten der VHS. Im Unterrichtskubus waren wieder allgemeine Unterrichtsräume und die Fachräume der Musik und der Probenraum des Darstellenden Spiels untergebracht. Im dritten Obergeschoss waren einerseits die Schulverwaltung des FDG sowie Räume der VHS untergebracht, andererseits befanden sich dort die Fachräume der Naturwissenschaften Biologie, Physik und Chemie sowie deren Sammlungen und Vorbereitungsräume. Auch ein kleines Fernsehstudio der Video-AG war dort untergebracht. Die oberste Etage wurde ausschließlich als Technikgeschoss benutzt.

### Das neue Bikuz (2009)

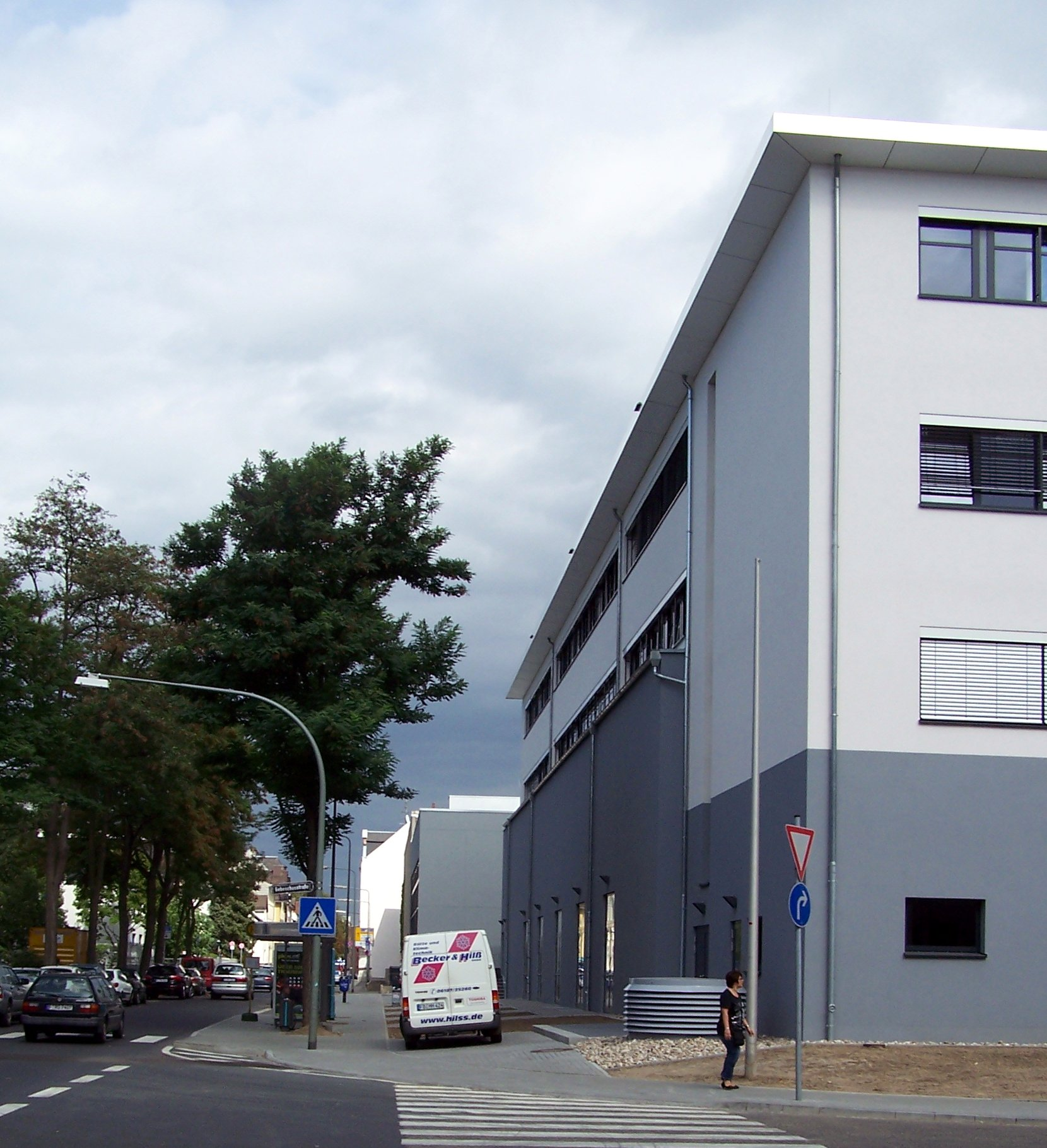
Nordfassade

#### Äußeres und Erschließung
Das neue Bikuz baut auf einem quadratischen Grundriss auf und ist durchgehend vierstöckig. An den Neubau angegliedert ist die Sporthalle des Altbaus, die äußerlich nur geringfügig geändert wurde.
Das markanteste Element der Außengestaltung ist der neue Haupteingang des Gebäudes. Er befindet sich auf der Westseite, also an der Michael-Stumpf-Straße, etwa an der gleichen Stelle, an der der Vorgängerbau seinen Zugangsbereich hatte. Die Fassade entlang des Eingangsbereichs ist komplett über alle Stockwerke verglast und ist der restlichen Fassade gegenüber etwa fünf Meter zurückgesetzt. Dadurch, dass das Dach des Bikuz dem quadratischen Grundriss folgt, entsteht vor dem Eingang ein überdachter Vorplatz, der mit drei Säulen abgegrenzt wird. Ein zweiter Eingang befindet sich an der Nordostseite. Ein kleiner überdachter Vorplatz verbindet dieses Zugang mit dem Eingang des Sporthallenbaus. Beide Eingangsbereiche sind mit einem kräftigen Rotton akzentuiert. Die restliche Fassade ist in Erdgeschoss und Obergeschosse gegliedert. Während das Erdgeschoss in einem dunklen Grauton und mit nahezu geschosshohen Fenstern beziehungsweise Türen gestaltet ist, sind die Obergeschosse in Weiß gehalten und mit durchgängigen Fensterbändern horizontal untergliedert. Der große Saal ist hierbei eine Ausnahme: Er nimmt neben dem Erdgeschoss auch das erste Obergeschoss ein, das deswegen an der Nordfassade ebenfalls in Dunkelgrau und fensterlos gehalten ist.

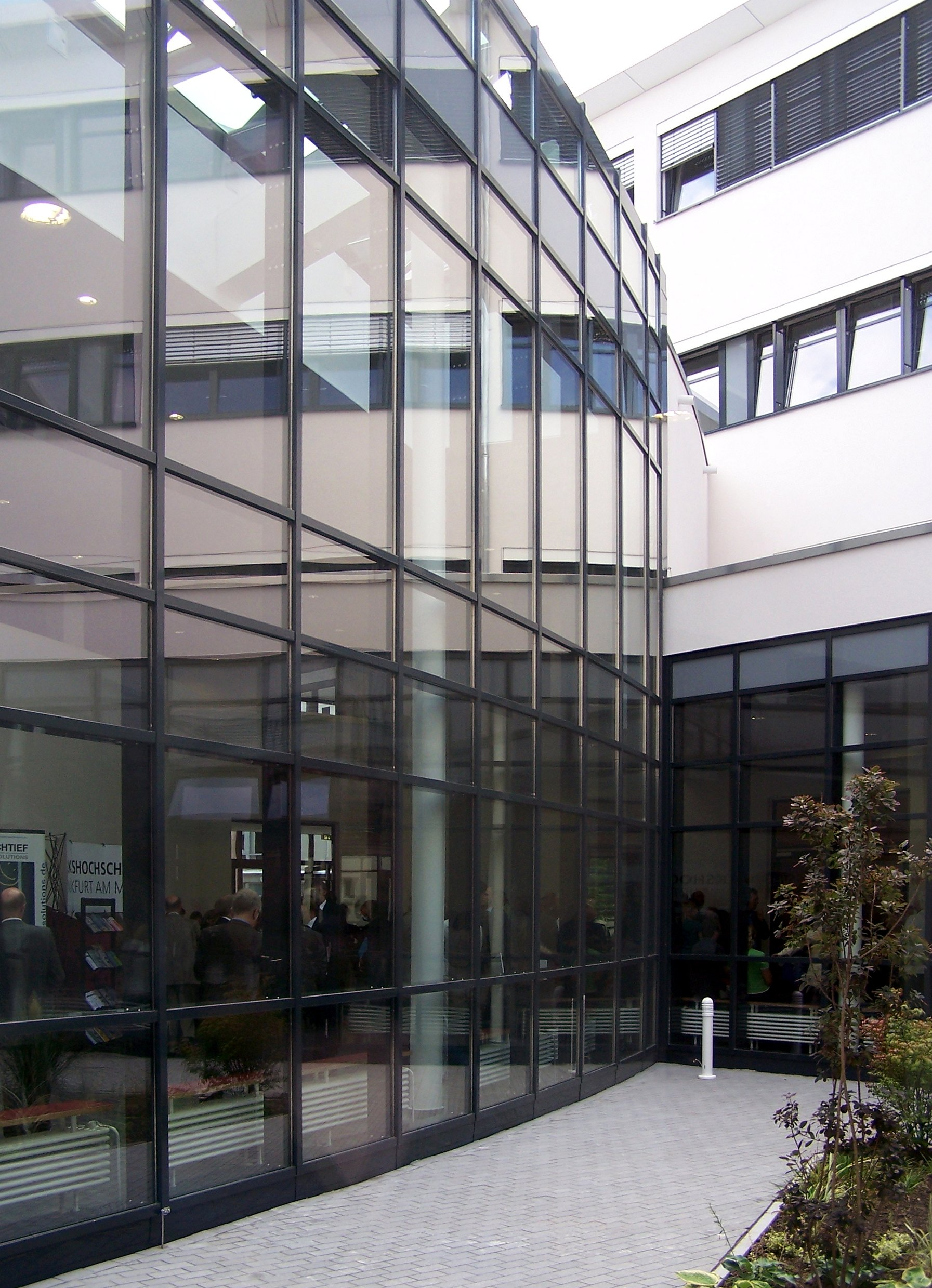
Innenhof

In der Mitte des Gebäudes befindet sich ein kleiner dreieckiger Innenhof, dessen Raum nach oben zunimmt. Er ermöglicht eine Versorgung der innenliegenden Räume mit natürlichem Licht. Die Vertikalerschließung des Gebäudes erfolgt über drei Treppenhäuser im Südwesten, Nordosten und Nordwesten des Gebäudes. Zwei der Treppenhäuser werden mit Aufzügen ergänzt. Unter dem Gebäudekomplex befindet sich eine Tiefgarage, deren Zufahrt zwischen den Eingängen des Hauptbaus und der Sporthalle befindet und von der Gebeschusstraße aus erreichbar ist.

#### Innenaufbau

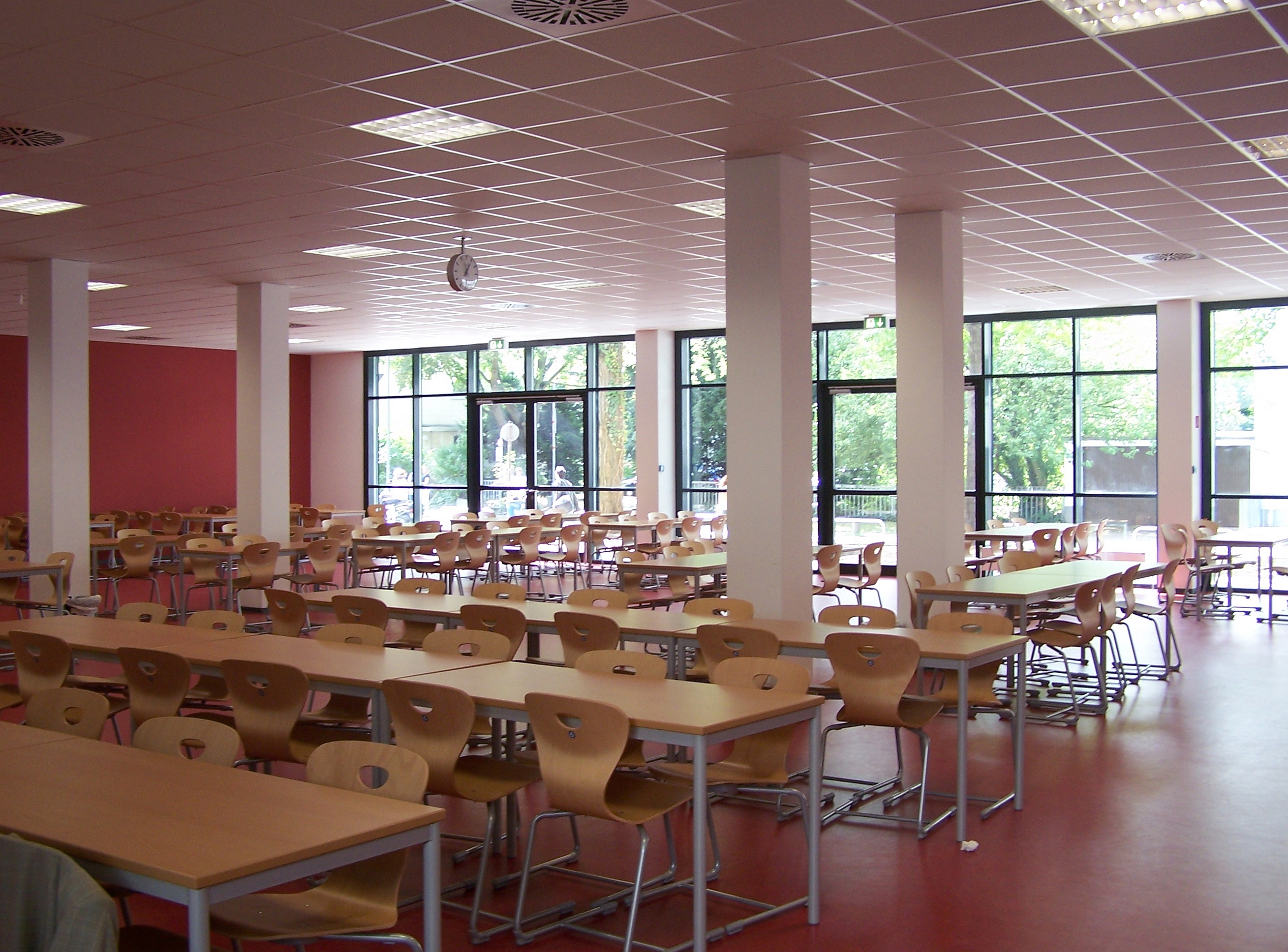
Cafeteria

Im Erdgeschoss befinden sich die Schul- und Stadtbibliothek, die Cafeteria, die beiden Säle der Saalbau GmbH und die Hausverwaltung. Die schlauchartigen Räume um den Innenhof werden als Foyer genutzt. Von diesem führt eine repräsentative Treppe auf eine Empore im ersten Obergeschoss. Wie die restlichen Obergeschosse ist auch das 1. OG hauptsächlich für die Unterrichtsnutzung durch VHS und Friedrich-Dessauer-Gymnasium vorgesehen. Daneben befinden sich Verwaltungsräume der VHS und des Filmforum Höchst. Der nördliche Gebäudeteil ist in diesem Geschoss nicht erreichbar, da es sich um den oberen Teil der beiden zweistöckigen Säle handelt.
Die beiden obersten Stockwerke sind nahezu identisch aufgebaut. Hinter Außen- und Innenhoffassade befinden sich Räumlichkeiten, die durch einen rundlaufenden Flur erschlossen werden. An den Gebäude-Ecken befinden sich kleinere Aufenthaltsbereiche, in denen Spinde aufgestellt sind. Allerdings unterscheidet sich die Nutzung der Räume. Im zweiten Obergeschoss befinden sich allgemeine Unterrichtsräume für Sprach- und Gesellschaftswissenschaften, Kunst und Musik, sowie ein Probenraum für Darstellendes Spiel und ein Fernsehstudio. Außerdem liegt in diesem Stockwerk die Schulleitung und das Lehrerzimmer. Das dritte Obergeschoss dagegen ist den Naturwissenschaften und der Informatik vorbehalten. Dort befinden sich die etwas größer zugeschnittenen Hörsäle und Laborräume der Biologie, Physik und Chemie und deren Sammlungen und Vorbereitungsräume sowie drei Computerräume.